# 大臣家
大臣家（だいじんけ）とは、公家の家格のひとつで、摂家、清華家に次ぐ家格。

## 概要
大臣家は元は清華家の庶流から生まれた家であり、清華家に準じて昇進（ただし、摂家・清華家が任じられない参議を経て中納言となる）して、大臣に欠員が出た場合、大納言から近衛大将を経ずに直接内大臣に昇進する家柄である（清華家とは異なり近衛大将を兼ねることはできない）。
なお、清華家との違いについて、本来は清華家は蔵人頭を経ずに参議に任じられるのに対し、大臣家は蔵人頭を経て参議に任じられるところに差が生じていたが、時代が下るにつれて清華家は参議に、大臣家は蔵人頭に任じられることはなくなったとする説もある。
極官は太政大臣であるが、希に右大臣に昇進した例（三条西実条・中院通躬）がある程度で、現実には大臣家から内大臣を超えて昇進した事例は少ない。
准大臣以上に昇進したのは中院家（通方から通富まで25代）で10人、正親町三条家（公氏から公勝まで29代）で8人、三条西家（公時から公允まで17代）で6人と、大臣輩出率は高いとは言えない。
維新後は叙爵内規の「大納言迄宣任ノ例多キ旧堂上」を基準に伯爵となったが、嵯峨家（正親町三条家）はのちに侯爵に陞爵（）した。

## 大臣家一覧
大臣家に属する家は以下の3家で、いずれも旧家である。

### 藤原北家閑院流（2家）
- 正親町三条家(嵯峨家)：藤原北家閑院流三条庶流。
三条実房の子公氏が祖。維新後、嵯峨家に改号。旧家。家業は有職故実。
- 三条西家：藤原北家閑院流正親町三条庶流。
正親町三条実継の子公時が祖。旧家。家業は香道、和歌、有職故実。

### 村上源氏（1家）
- 中院家：村上源氏久我庶流。
久我通親の子通方が祖。旧家。家業は有職故実。